# 美琪·弗夏特
美琪·弗夏特（英語：Meggie Folchart）是德國作家柯奈莉亞·馮克的系列奇幻小說《墨水世界三部曲》中的主要角色，為莫與其妻特蕾莎的獨生女兒。
在《墨水心》電影版裡，美琪由伊莉莎·班內特飾演。

## 外觀
美琪被形容為一個身材高大苗條的女孩，她頭髮光滑，有著金色的頭髮和藍色的眼睛，很多人都說，她看起來很像她的母親。她平時常穿牛仔褲之類的休閒服裝，偶爾會穿毛衣。
在故事中美琪往往是作為一個聰明、勇敢的女孩，但有時相當頑固。在她3歲時母親神秘失蹤，往後她對母親留下了錯誤的負面印象。
美琪不知不覺中遺傳了其父莫提瑪的魔法天賦，即能夠將書中的人物唸到現實中來，但在《墨水心》故事展開前，她對此渾然不覺。美琪也非常熱愛於讀書，但她父親却不敢朗讀，這讓她感到挫折。

## 角色生平
在《墨水世界三部曲》首部《墨水心》中，美琪初登場時12歲，與她的父親書籍裝幀師莫提瑪·弗夏特（被美琪暱稱為「莫」）兩人相依為命，直到某日一個名叫「髒手指」的男人上門拜訪，而後莫、美琪和親戚愛麗諾·羅倫當相繼被壞蛋山羊的手下抓走。美琪才初次得知父親具有透過閱讀而將書中人物唸到現實世界中的魔法能力，如果某件事或某人進入了書內，那麼就會有人從書中被唸出來；在美琪3歲時，莫無意間將妻子特蕾莎和兩隻貓唸進了《墨水心》書中，於是「山羊」、髒手指、巴斯塔和一隻貂（葛文）就跟著出來了。
父女倆經歷了不少冒險，美琪這時發現自己遺傳了父親的魔法能力，為此她被迫要為山羊朗讀，以招喚出怪物「影子」；但最終美琪與父親聯手，一起成功擊敗了山羊的惡勢力，將他們送回書中。而美琪一家也終於重聚。
在續集《墨水血》和《墨水死》中，美琪亦作為主角登場。

## 創作
作者柯奈莉亞·馮克在一次受訪時表示，在她的上一部作品《神偷》出版後，一些女性讀者希望書裡能有更多女性角色，於是馮克便向她們承諾下一部作品將會以女生作為主角英雄。

## 電影改編
英國女演員伊莉莎·班內特於《墨水心》的電影改編中飾演12歲時的美琪·弗夏特，在電影選角時她是在數百名候選者當中贏得了這個角色；而童年時的美琪則由米拉貝兒·歐基夫（Mirabel O'Keefe）飾演。對於飾演美琪角色的伊莉莎·班內特，柯奈莉亞·馮克表示：「她（班內特）是一个很可愛的小女孩，虽然她的年齡稍稍的比我原著里的人物大了一點，但是這並不是什麼太大的問題」。
伊莉莎·班內特本人形容電影裡的美琪·弗夏特角色「她一直非常依賴她的父親，因為他是她唯一健在的雙親，但我認為在電影歷程中她被迫變得更加獨立。在故事結束的時候，她成長很多。」。

## 外部連結
- 網際網路電影資料庫上有關美琪·弗夏特的資料 （英文）
- 小說作者官方網站 （页面存档备份，存于） （英文）